# Vadim Guerassimov
Vadim Guerassimov (en russe : Вадим Герасимов), né le 15 juin 1969 à Novovoronej en Union soviétique, est un ingénieur en informatique connu pour avoir collaboré à la création du jeu de puzzle Tetris en 1984. Après 20 ans dans la recherche au MIT Media Lab puis en Australie, il est depuis 2007 ingénieur chez Google.

## Biographie

### Carrière
Guerassimov entre à l'Académie des sciences de l'Union soviétique en 1984, vraisemblablement à l'âge de 16 ans. Il est alors considéré comme un hacker : il est un prodige de l'informatique, capable de s'introduire dans n'importe quel système d'informations. Introduit par un contact commun, Dmitry Pavlovsky, le jeune Guerassimov porte le jeu Tetris de Alexei Pajitnov, initialement développé pour l'Elektronika 60 sur l'IBM PC en quelques jours. Il apporte également ses idées au concept dans les mois qui suivent, en continuant de collaborer avec Pajitnov.
En 1994, il quitte l'Académie des sciences et rejoint le MIT Media Lab, où il travaillera sur une vingtaine de projets différents.
En 2003, il déménage à Sydney, en Australie, et travaille en tant que chercheur au Commonwealth Scientific and Industrial Research Organisation (CSIRO) jusqu'en 2007 puis pour Emotiv Systems jusqu'au mois d'octobre 2007.
En octobre 2007, il rejoint Google Australie en tant qu'ingénieur.

## Sources